# Desde Gayola
Desde Gayola fue un programa de televisión de comedia mexicano. El show alcanzó una enorme popularidad al tocar, a través de sketches, temas como la política, religión, homosexualidad, racismo y sociedad basado en el humor negro, la sátira y la parodia. Su estilo antagónico y tajante convirtió en blanco de muchas críticas a su elenco. Fue creado, producido, coescrito, dirigido y coprotagonizado por el actor y presentador de televisión Horacio Villalobos,
Gracias a su éxito, el programa generó tres espectáculos teatrales y de cabaret de gran éxito en México.
El show se estrenó en febrero de 2002 a través de la señal de televisión restringida Telehit, propiedad de la cadena Televisa. 
En su primera etapa, presentó más de 400 capítulos diferentes, en 4 temporadas a lo largo de 4 años 8 meses. Fue transmitido sin censura a más de 60 países entre febrero de 2002 y agosto de 2006, cuando el show dejó de transmitirse en Telehit por desacuerdos con la televisora. En agosto de 2008, el show regresó a través del canal de televisión restringido 52MX de MVS Comunicaciones. Después de dos temporadas más, el show concluyó el 31 de enero de 2013, por diferencias con la televisora debido a cuestiones publicitarias.
Por la abundancia de actores travestis y actrices transgénero que actuaron en el programa, este se convirtió en un espacio ícono de la comunidad LGBTTTI en México y Latinoamérica.

## Origen
De acuerdo con Villalobos, el proyecto fue presentado como un piloto a los ejecutivos de la cadena Televisa. Sin embargo, los ejecutivos y varios productores, entre ellos Luis de Llano Macedo, rechazaron el proyecto. Fue finalmente Eduardo Marrón, quien en ese momento se desempeñaba como director del canal musical Telehit (propiedad de Televisa), quien dio luz verde al proyecto para salir en dicho canal de televisión restringida.
El formato del programa está inspirado en el del programa estadounidense Saturday Night Live  de la NBC. 
Con respecto al nombre del programa, Villalobos comentó lo siguiente: 
"La gayola era el sitio, en el interior de un teatro, en el que se ubicaban los críticos y desde el cual emitían sus juicios en torno a un montaje. Para nosotros, la gayola es el lugar desde el cual criticamos la realidad política, social, religiosa y de la farándula".

## Telehit (Temporadas 1-4)
El programa comenzó a transmitirse en febrero de 2002 como un sketch del programa de espectáculos Válvula de Escape, conducido y producido por Villalobos en Telehit. Poco después, el programa ocupó el horario de los jueves a las 10:00 p. m. de Válvula de Escape. En su primera temporada de 2002 a 2003, el programa contó con un elenco muy reducido. A partir de 2003, comenzaron a integrarse más actores con sketches diversos.
El tema musical que servía de entrada del programa fue Dulce Amor, interpretado por la actriz mexicana Ana Martín, extraído de la telenovela mexicana Gabriel y Gabriela de 1983. Horacio Villalobos daba la bienvenida al público y presentaba los sketches del programa. Entre estos sketches, destacaron Tesoreando con La Tesorito, La Roña, Las aventuras de la Supermana, El mundo de Manigüis, Las chicas VIP, Panal Gastronómico, Charla Eclesiástica, Joterías con Ligia, Mirosnada, una historia real, El rincón de Pita Amor, TV Churros, Las aventuras de Dieguito Gardel Lamarque, Las Menopaúsicas y otros más. Cada capítulo duraba 27 minutos y se presentaban alrededor de 5 sketches.
Los sketches del programa eran escritos por todo el elenco del mismo. El vestuario, la escenografía y algunos objetos de utilería, llegaron a ser proporcionados también por integrantes del elenco debido a los límites del presupuesto.

### Salida de Telehit
A partir del 3 de agosto de 2006, Horacio Villalobos y el elenco renunciaron a Telehit, como protesta ante lo que llamaron "abusos y maltratos"
Al respecto, Villalobos declaró: Nunca me dieron línea, siempre pude decir lo que pensaba, pero si empezaron a limitarnos, a mí y a mi equipo. Se notaba en el presupuesto, lo cual considero que fue mi culpa porque, yo mal acostumbré a mi equipo a trabajar con poco presupuesto, a hacer algo de calidad con poco dinero. Prometieron subirlo y no ocurrió. Esperé dos meses, pero preferí salirme. Mi equipo lo hacía más por amor al proyecto. Aparte de eso, querían Desde Gayola.
En 2006 el elenco recibió una propuesta para que la serie estuviese en una cadena trasnacional de televisión, pero dicho plan no se concretó.

## 52MX (Temporadas 5-6)
Tras salir de aire en Telehit en 2006, el elenco de Desde Gayola regresó a la televisión el 4 de agosto de 2008, esta vez, por el canal 52MX de la cadena MVS. El programa se transmitía como parte de Nocturninos, un nuevo show de televisión conducido por Villalobos, entre 2008 y 2013, en dicho canal. Desde Gayola regresó a la televisión exactamente dos años después de su salida de Telehit. La quinta temporada duró al aire, casi quince meses. En esta nueva producción se grabaron 400 sketches que se emitieron sin censura a través del canal 52MX de MVS Televisión. Por la pantalla presentaron sketches clásicos y aparecieron sketches nuevos tales como  Mala Nacha Sí, Yoga Ñonga, Michellle O. y Piensa Patito.
La sexta temporada se estrenó el 23 de julio de 2012, con el horario de los lunes a las 11:00 p. m. por 52MX.

### Salida de 52MX
A partir del 31 de enero de 2013, justo cuando la sexta temporada había comenzado, Desde Gayola dejó de transmitirse a través de 52MX, luego de la salida del programa Nocturninos de esa cadena. Surgieron varias especulaciones sobre las causas de su salida, entre ellas la represión y la censura, pero se maneja que fue porque el programa simplemente no vendía publicidad. Las razones que me dan ellos, tengo que creerlas. No creo que sea censura, ya no estamos para que haya censura, puede haber 500 razones más y la gente puede especular 300 cosas más, pero yo tengo que creerles, pero la razón que dan, de lo que habla es de un mal equipo de ventas, no de un mal programa, comentó Villalobos.
Villalobos compartió que se le propuso realizar un programa de espectáculos en el canal, pero se negó, pues ya conducía el programa de crítica Farándula 40, en el canal Proyecto 40 (hoy conocido como ADN 40), así que no deseaba ser repetitivo, aunque no descartó la posibilidad de llevar a 'Nocturninos' a otra televisora.
En 2016, Desde Gayola estuvo a punto de volver a la televisión (y de aparecer por primera vez en televisión abierta nacional) a través del programa televisivo Zonámbulos, que conduciría Villalobos en la señal de Azteca 7 de TV Azteca. Sin embargo, el proyecto fue cancelado en último momento por diferencias entre el horario y los patrocinadores para el programa.

## Segmentos
- Tesoreando con la Tesorito (2002-2006): Parodia a la cantante y actriz mexicana Laura León. La Tesorito  entrevistaba a diversas personalidades. Con su vulgaridad e ignorancia, la conductora ponía en aprietos a sus invitados, poniendo en evidencia los decadentes programas de televisión de espectáculos.
- La Roña (2002-2006): Parodia a la actriz mexicana María Félix La Doña. Esta Roña (una versión de La Doña, con aspecto de cadáver), entrevistaba a artistas reales del mundo del espectáculo de forma espontánea.
- La Supermana (2002-2009): Es una superheroína transgénero, originaria del Planeta Tacón que llegó a la Tierra para salvar las vidas de las mujeres que han tenido un mal destino. La Supermana aparece ante estas mujeres cuando estas la invocan, ayudándoles a resolver sus conflictos.
- Panal Gastronómico (2002-2009): El chef Ornica es un cocinero que siempre está ebrio y da recetas de cocina vulgares.
- Las Chicas V.I.P. (2002-2009): Ximena De la Macorra y Montserrat Corcuera son dos chicas de la alta sociedad mexicana. Son bastante elitistas, clasistas, ignorantes, tontas, chismosas y egocéntricas. Ambas son utilizadas como una crítica a las personas adineradas y poderosas de las sociedades latinoamericanas.
- Mirosnada: Una Historia Verdadera (2002-2009): Mirosnada (Crystal) es una joven invidente e inocente, que constantemente se encuentra en situaciones problemáticas, impredecibles y divertidas, debido a su discapacidad. Mirosnada y su amiga Yólida Ivette experimentan distintas profesiones y situaciones en las cuales la vista es un elemento indispensable. El sketch es utilizado para resaltar los abusos y marginación que las personas con capacidades diferentes enfrentan en la sociedad.
- El Telediario (2002-2009): Es una sección de cápsulas informativas desde el punto de vista de Desde Gayola. Conducen Horacio Villalobos y Luis Otero (finalmente Otero fue sustituido por Adela Macha).
- Silvia Final (2002-2003): Silvia Final (parodia de la actriz mexicana Silvia Pinal), leía y respondía las cartas con los "difíciles" problemas que le enviaban las amas de casa.
- El Mundo de Manigüis/Las aventuras de Manigüis (2003-2009): Narra las aventuras de Juan José  Manigüis, un personaje de la comunidad gay. Aunque el personaje es mostrado muy estereotipado y llenó de clichés, en ningún momento representa una imagen negativa de la comunidad gay. La Manigüis y su grupo de amigos son a menudo utilizados para mostrar con humor, las vivencias y situaciones que vive la comunidad gay, incluyendo los constantes abusos de los que son víctimas en las sociedades latinoamericanas.
- La Familia Pacheco (2002): Presentaba una peculiar familia disfuncional de clase media, todos con severos problemas de adicción a distintas drogas.
- Los Llora (2002): Sketch que simulaba un reality show protagonizado por Los Llora (familia de roqueros inspirados en los Lora, del grupo El Tri), una versión mexicana del reality show The Osbournes de MTV.
- Martha Según (2002-2004): Parodia de la ex primera dama de México, Martha Sahagún de Fox. La entonces primera dama del país daba una serie de comentarios, en una ácida crítica de la política en México.
- Anaeróbica (2002) Sección donde una maestra de aerobics llamada Ana Aeróbica practicaba rutinas de ejercicio usando lenguaje y movimientos sugerentes.
- Reflexiones profundas con Kakokeko (2003-2009): En esta sección, Sergio Skvirsky "Kakokeko", el floor manager del programa, daba una reflexión muy cierta, divertida y llena de sabiduría. Duraba menos de un minuto y por lo general aparecía al final del programa.
- ¡Ánimo! (2003-2009): El primer programa de la televisión destinado para la prevención y tratamiento de las adicciones . Fue conducido por Juan Sonsorio, Carmen Campo Santo y Lupita D'arresio.
- Las Menopaúsicas (2003-2009): Cuatro mujeres maduras (Luchis, La Chata, Yoyis y Menchu) comentan temas según su punto de vista y su larga experiencia en la vida. Originalmente, este segmento se llamaba La Edad de Piedra.
- Las aventuras de Dieguito Gardel Lamarque (2003-2009): Diego es un actor argentino que viajó hasta México para buscar una oportunidad profesional. Su problema es que es muy egocéntrico, vanidoso, poco talentoso, poco inteligente y carente de muchos valores básicos.
- Feliz Mañana (2003): Parodia de los programas de revista matutinos Hoy y Venga la alegría, cargado de sarcasmo e irreverencia. Conducen Arturo Panocha, Tearruina Fernández, Ernesto Laguarda, Galilela Mexcito, Marco Antonio Reptil, Adriana Arriama Melo y otros.
- El Dipu-Table (2003): Trata las aventuras de un diputado corrupto, drogadicto y lascivo que maneja un table-dance. Con el aparecían su asistente y las bailarinas exóticas Evelyn y Amaranta.
- Sam Bush (2003) Es un profesor estadounidense con aires de superioridad que da clases inglés, basándose en palabras inglesas que, al momento de hablarlas, daban el tono del idioma español.
- La Charla Eclesiástica (2004-2012): En este segmento Monseñor Roberto Rivera Melo, líder de la Iglesia católica y la Sra. Carmela Rico Mamá Mela, distinguida dama de la sociedad mexicana, comentan temas de religión. En la mayoría de los segmentos, Mamá Mela siempre toma una bebida alcohólica y se embriaga, contradiciendo las palabras de Rivera Melo.
- El Rincón de Pita Amor (2004-2009): Pita Amor (inspirado en la legendaria poetisa mexicana del mismo nombre), es una poetisa anciana, egocéntrica y grosera que vive sus últimos años en la total pobreza y abandono, pero conservando intacta su dignidad. Pita tiene un conjunto de valores y posturas políticas que expresa constantemente, pero que traiciona cuando le conviene hacerlo, sobre todo cuando sus necesidades económicas la rebasan.
- Joterías con Ligia (2004-2009): Ligia señala los distintos tipos de "jotita" (palabra con que se denomina despectivamente a un homosexual en México) que las personas son de acuerdo a sus hábitos y actitudes, indistintamente de su orientación sexual.  Su "mana-saludo" se volvió muy popular dentro de la serie: "Mana, Santa, Reina, Adorada; Idolatrada, de la vida, del amor, Muñeca, Puerca, Lagartona, Pollodrila, Culera, Guachaperra, Zorgatona".
- TVChurros (2004-2009): Reflexión crítica sobre el periodismo de espectáculos en México. El nombre de la revista y los personajes hacen alusión a revistas y periodistas de espectáculos. TVChurros, es una revista amarillista. La redacción de TVChurros tiene un equipo de trabajo conformado por un fotógrafo retrasado mental (Gustavito), un periodista homosexual (Juan José Manigüis), una reportera sin escrúpulos (Rosita) y la tirana jefa de información, Matilde Gallegos. Ellos con su trabajo son unos verdugos del mundo de los espectáculos.
- Sexo Servicio (2004-2009): Supuesto programa de radio donde las sexólogas Rina Rásquensen y Anabel Chochoa expresan muy singularmente su opinión acerca de temas de sexualidad. A partir de la 6.ª temporada, Rina fue sustituida por Mariano Osorio.
- Cuarto Redondo (2006-2009): Este segmento trata la historia de Yólida Ivette y su familia, los Sánchez de Tagle y Pimentel (El Bisabuelo, la abuela Doña Cruz, la madre Doña Chely, los hermanos Christopher y La Nena, la prima Tina, las gemelas Ivonne e Ivette, el casero Don Florencio y la vecina metiche Doña Tura), una familia de clase baja afincada en un cuarto de vecindad. La familia experimenta hilarantes situaciones. En este sketch está presente la crítica a los valores y a la doble moral de las familias disfuncionales del país.
- Cantando por un peso (2006) Parodia del programa de televisión Cantando por un sueño, donde se burlaban del poco talento que tenían los concursantes de dicho programa, en una parodia abierta a los reality shows similares que abundaron en una época en la televisión.
- ¿Me estás oyendo, inútil? (2006) Parodia de la cantante mexicana Paquita la del Barrio, en un segmento donde respondía preguntas absurdas del público, sacando a relucir su pobre educación.
- ¡Mala Nacha, sí! (2008-2012): Programa televisivo conducido por La Vero Castro. La Veros entrevista a distintas personalidades, haciendo gala de ignorancia y pobre cultura, desatando situaciones muy cómicas. Entre dimes y diretes La Vero saca los "trapitos al sol" de sus invitados y viceversa.
- Michelle O. (2008-2009): Una parodia de la ex-primera dama de los Estados Unidos, Michelle Obama, donde se abordan diversos temas, en tono de burla, de las relaciones bilaterales entre México y los Estados Unidos.
- Piensa Patito (2008-2009): Parodia de la protagonista de la telenovela Atrévete a soñar interpretada por la actriz Danna Paola. Es una niña supuestamente inocente y dulce, pero sin ningún tipo de educación y una evidente falta de valores, que se encarga de incomodar a cuanto adulto se le atraviesa. Este segmento surgió por la polémica que causó la aparición de Danna Paola en la portada de la revista de sociales Quién en su edición "Las 10 niñas más guapas", posando en bikini con tan solo 14 años de edad mientras grababa una telenovela infantil.
- Yoga Ñonga (2008-2009): Parodia de Alejandro Maldonado, el Yoga Teacher. Sección del programa autodenominada "Un espacio de tranquilidad y espiritualidad" en la cual el maestro de yoga Gandhi Maldonado y su asistente Changomontes presentan posturas de yoga inusuales en conjunto con mantras absurdos.

## Elenco

### Principal
- Horacio Villalobos (2002-2013)... Norberto Rivera Melo / Gustavito / El Mesero / Don Pantaleón / Arturo Panocha
- Alejandra Bogue (2002-2006)... La Tesorito / Tearruina Fernández / Sonia Infame
- Daniel Vives "Ego" (2002-2009)... La Supermana / María Feliz / Yolida Ivette / Adela Macho / Evita Gardel Lamarque/ Anabel Chochoa / Patito Feo / Carmen Camposanto
- Darío T. Pie (2002-2006)... La Roña
- Raquel Pankowsky 2002-2005... Martha Según
- Francis † (2002-2004)... Silvia Final / Adriana Arrima Melo
- Claudia Silva (2002-2009)... Ximena de la Macorra / Lilí Bodrianti
- Paula Sánchez (2002-2009)... Montserrat Corcuera / Galilela Mexcito
- Crystal (2002-2009)... Mirosnada
- Gerardo Gallardo † (2002-2009)... El Chef Ornica / Don Florencio / Supermadrota / Gandhi Maldonado / Sam Bush
- Luis Otero (2002-2003)... (El mismo en el Telediario)
- Carlos Bieletto (2002-2004)... Eva Morales / Fabián / Armando Guzmán
- Laura de Ita (2002-2003)... Anaerobica
- Carlos Rangel (2003-2009)...  Manigüis / Doña Tura / Michelle O. / Juan Sonsorio
- Mauricio Barcelata (2003-2009)... Dieguito Gardel Lamarque
- Ricardo Villarreal Guadiana † (2003-2005)... Giovanny
- Sergio Skvirski "Kakokeko" (2003-2009)... Kakokeko
- Miguel Romero (2003-2009)... Pita Amor / Christian / Doña Chely
- Ligia Escalante (2003-2009)... Ligia / Vanessa
- Carmen Huete (2003-2009)... Matilde Gallegos / Raquel / Jocelyne / Rina Rásquencen
- Lisset (2003-2009)... Rosita
- Javier Yépez † (2003-2013)... Mamá Mela / Doña Cruz
- Julissa (2003-2009)... Luchis / La Nena
- Lupita Sandoval (2004-2009)... Menchu
- Carmen Delgado (2004-2009)... La Yoyis
- Cecilia Romo † (2004-2009)... La Chata
- María Rubio † (2004)... La Tía Kika
- Fernanda Ostos (2004-2008)... Rubén/Rubí / Lupita D'Arressio
- Sergio Ochoa (2006-2009)... Christopher
- Pilar Boliver (2008-2013)... La Veros Castro
- Anabel Ferreira (2008-2009)... Martha Ivonne / Mamá de Pekelú
- Alejandra Ley (2008-2009)... Prima Tina
- Rizo Verdy (2008-2009)... La Pekelu
- Beto Castillo (2012-2013)... Mariano Osorio

### Recurrente
- Ricardo Leal (2002-2003)... Walter Marcado
- Eliud Gómez (2002)... Casimiro
- Rosita Pelayo (2002)... Chela Llora
- Ana Martín (2002-2006)... La Chata #1
- Édgar Vivar (2002)... Papa Pacheco / Papá Fornica
- Carlos Bonavides (2002)... Huicho Domínguez
- Alan Estrada (2002) ... Diversos personajes
- Oswaldo Calderón "Super Perra" † (2002) ... Diversos personajes
- Lucinda Salcedo "La Doctora" † (2002)... Psicóloga
- Laisha Wilkins (2002)... Montse # 1
- Mariana Gandia (2002)... Ximena # 1
- Susana Moscatel (2003)... Erika Bexler
- Jorge Fratta (2003-2004)... Chayito Michan / Ernesto Laguarda
- Lorena Velázquez (2003)... La Yoyis # 1
- Leonorilda Ochoa † (2003)...  Sra. Maruca Sánchez (Mamá de la Manigüis) # 1
- Verónica Falcón (2003)... Dra. Rebecca Goldsmith
- Christina Pastor (2003-2005)... Marifer, "la Gorda" Sansores
- Luz María Meza (2003-2006)... Sra. Maruca Sánchez (Mama de la Manigüis) # 2
- Jéssica Segura (2004)... Mayalen
- René Franco (2004)... Rodrigo
- Kristoff Raczyñski (2004)... Ricardo
- Julio Mannino (2004)... Varios personajes
- Cecilia Gabriela (2004)... Roberta
- Paola Rojas (2004)... Ella misma
- Yekaterina Kiev (2004) ... Kioto Nai
- Juan Ríos Cantú (2004)... Elías
- Hector Suárez Gomis (2004)... Brandon/Kevin
- Alaska (2005)... Galaxia / María Olvido de Fornica
- Roberto Espejo (2005-2006)... Paquita la del barrio / Doña Guadalupe
- Lupita Reyes (2005)... Rosario Robles
- Poncho Vera (2005)... Fotógrafo
- Julio Bracho (2006)... Carlos Menchaca de la Garza
- Sergio Argueta (2006-2009)... Claudio
- César Aguirre "Demóstenes" (2008-2009)... El Emo
- Christian Ahumada (2012-2013)... El Peje / Gabriel Quadri

### Invitados Relevantes
- Yuri
- Sergio Basañez
- Mónica Noguera
- Glenda Reyna
- Adela Micha
- Miguel Galván †
- José María Yazpik
- Fey
- OV7
- Arturo Peniche
- José María Torre
- José Ramón San Cristóbal
- Lyn May
- Hermanas Vampiro
- Zoila Quiñones
- Rodrigo Murray
- Alma Muriel †
- Lorena Herrera
- Meche Carreño
- Sabrina Sabrok
- Pájara Peggy
- Regina Orozco
- Eugenia León
- Nailea Norvind
- Rocío Boliver
- Bernardo de la Garza

## Teatro
Ante el éxito televisivo, Desde Gayola se extendió por una serie de obras de teatro-cabaret. Su primer espectáculo teatral se llamó Desde Gayola: El Show (2002), que recreaba los principales sketches del programa en formato de cabaret. El segundo montaje fue Había una vez Desde Gayola (2003), una sátira a los cuentos de hadas, agregándole la irreverencia del show de televisión. El tercer espectáculo fue Desde Gayola presenta Telebasura (2007), una crítica a la televisión, la política y la religión a través de monólogos con los diferentes personajes del show. El primer show tuvo como sede el centro nocturno Living, en la Colonia Roma de la Ciudad de México. El segundo y tercer show se representaron en el centro nocturno Show Center, también al sur de la Ciudad de México. Los tres shows realizaron giras por todo México.

## Cine
Desde Gayola: la película fue planeada, ya con la sinopsis y parte del guion. A pesar de contar con el financiamiento, los inversionistas detuvieron el proyecto en espera de que la Secretaría de Hacienda validara la reforma a la Ley de Cinematografía que permitiera deducir el 10% de impuestos al invertir en la realización de películas. 

## Impacto
Desde Gayola se convirtió en un foro de libertad de expresión único en México, algo solo comparable en el país con el trabajo realizado por Héctor Suárez en los años 1980’s con el programa ¿Qué nos pasa?, y a nivel internacional, con el ya mencionado show de la televisión estadounidense Saturday Night Live.
Desde Gayola no era un programa de contenido exclusivamente LGBT, como erróneamente muchos consideraron. Era un programa para todo tipo de público.
Sin embargo, la presencia de actores travesti y transgénero entre su elenco principal, causó que el show fuera considerado una manifestación más de la cultura LGBT. Entre dicho elenco encontramos a Francis, Alejandra Bogue, Daniel Vives Ego, Carlos Rangel Manigüis, Javier Yépez Mama Mela o Carlos Bieletto, todos ellos hoy en día, figuras muy importantes y reconocidas en el espectáculo y la subcultura LGBT+ mexicana. Nunca antes la televisión mexicana había tenido un programa que fuera encabezado por un elenco de las minorías sexuales.

## Durante el programa
- El tema musical de entrada de las primeras cuatro temporadas fue Dulce Amor, interpretado por la actriz Ana Martín y extraído de la telenovela mexicana Gabriel y Gabriela (1982).
- En las primeras cuatro temporadas, entre un sketch y otro, generalmente, aparecía una cortinilla de la actriz Alejandra Bogue bailando al son de ritmos como Shortcut to the end, del grupo Quartz y Lady Marmalade de Labelle (en una parodia a la vedette Gina Montes, del programa de televisión mexicano de los 70's La carabina de Ambrosio).
- Cuando surgió el sketch de Las Chicas VIP, las protagonistas originales fueron la actriz Laisha Wilkins y la guionista y diseñadora Mariana Gandía. Tras solo unos cuantos sketches, fueron sustituidas por Paula Sánchez y Claudia Silva.
- Está última actriz, Claudia Silva, también interpreta su personaje de Ximena de la Macorra en el show radiofónico ¡Dispara Margot, dispara! de EXA FM.
- La actriz y locutora Lucinda Salcedo "La Doctora", que interpretó a una psicóloga en algunos sketches, falleció en 2003. Lucinda también era conocida como locutora en la desaparecida estación radiofónica alternativa mexicana Radioactivo 98.5.
- Cuando inició la guerra entre Estados Unidos e Irak, en 2003, el sketch de Feliz Mañana cambió su nombre por el de Feliz Mañana...en tiempos de guerra.
- El personaje de Mamá Mela es una parodia al personaje de «Mamá Elena» interperetado por la fallecida actriz Evangelina Elizondo en la telenovela Mirada de mujer, así como su forma de vestir y su peinado del personaje, el nombre igual es derivado del mismo, donde "fomenta" las buenas costumbres, la buena educación y gente bien.
- La Manigüis surgió originalmente en 2003 solo como un personaje invitado en el sketch de La Tesorito, pero gustó tanto a los televidentes que terminó integrándose al elenco y se convirtió en uno de los favoritos de la serie. Carlos Rangel también participó con el mismo personaje en los programas Nocturninos y Farándula 40.
- El actor original que interpretaría el personaje de Manigüis fue Alan Estrada. Sin embargo, este no pudo grabar el sketch y fue Carlos Rangel quién lo interpretó.
- El nombre de pila de Manigüis, "Juan José", está inspirado en el del conductor de televisión Juan José Origel. Así mismo, el nombre de su primer compañero de andanzas, Fabián (Carlos Bieletto), está basado en el del conductor Fabián Lavalle.
- El actor y cantante Ricardo Villarreal Guadiana (Giovanny en Manigüis), falleció el 24 de diciembre de 2005. Villarreal formó parte del grupo musical mexicano Los Chicos del Boulevard en los años 1990's. En la serie, se explicó que Giovanny se había ido a Ámsterdam a casarse.
- La primera Mamá de La Manigüis fue la actriz Leonorilda Ochoa, sustituida finalmente por Luz María Meza.
- La actriz Raquel Pankowsky abandonó el proyecto en 2003 para integrarse al programa de televisión El privilegio de mandar con el mismo personaje de Marthita Según.
- El sketch de Las Menopaúsicas originalmente se llamó La Edad de Piedra, y el elenco original lo conformaban Julissa, Raquel Pankowsky, Ana Martín y Lorena Velázquez. Posteriormente, las tres últimas fueron sustituidas por Lupita Sandoval, Carmen Delgado y Cecilia Romo respectivamente.
- El personaje de La Roña, parodia de María Félix realizada por Darío T. Pie, surge en 1993 en el centro de espectáculos teatrales y cabaret El Hábito. Allí también surge el personaje de La Veros, realizado por Pilar Boliver. Ambas tenían un espectáculo llamado La Roña y La Veros. Curiosamente, ambos actores no fueron contemporáneos en el programa.
- La actriz y cantante Fernanda Ostos abandonó el proyecto en 2008. Por ello, su personaje del transexual Rubén / Rubí, desapareció del sketch de La Manigüis.
- El personaje de "Demóstenes, el Emo", interpretado por Cesar Aguirre, originalmente funge como reportero del programa de televisión El Almohadazo, conducido por Fernanda Tapia en el canal 52MX de MVS.
- La actriz Alejandra Bogue salió del programa en 2006. Todos los personajes que encarnaba desaparecieron de la serie.
- Darío T. Pie, La Roña, solo aparecía de manera esporádica en el show. Dejó de aparecer en 2005. En su lugar, Daniel Vives "Ego", realizó una nueva parodia de la fallecida actriz María Félix.
- La vedette Francis, quien interpretaba a Silvia Final y otros personajes, falleció en octubre de 2007.
- El actor Gerardo Gallardo, quien personificaba al Chef Ornica, falleció en julio de 2017.[14]
- El actor Javier Yépez, quien personificaba al personaje de Mamá Mela y otros más, falleció en febrero de 2019.[15]
- La actriz Cecilia Romo, quien interpretaba el personaje de La Yoyis en el sketch de Las Menopáusicas, falleció en agosto de 2020.[16]
- Los rumores sobre la transmisión de Desde Gayola en la televisora TV Azteca, sonaron fuertes, primero en el 2011[17] y luego en 2016.[18] Esto como parte del interés de dicha televisora en tener su propia barra de comedia.